# یونیون (آلاباما)
یونیون (به انگلیسی: Union) شهرکی در شهرستان گرین ایالت آلاباما است که مساحت آن ۲٫۱۳ کیلومترمربع است و در سرشماری سال ۲۰۱۰ میلادی، ۲۳۷ نفر جمعیت داشته و تراکم جمعیتی آن، ۱۱۱٫۲۷ نفر در کیلومترمربع بوده است.